# Le Taon (film)
Pour les articles homonymes, voir Le Taon, Le Taon (suite) et Ovod.
Pour plus de détails, voir Fiche technique et Distribution.
Le Taon (en russe : Овод, Ovod) est un film soviétique d'Alexandre Feinzimmer sorti en 1955, adapté du roman éponyme d'Ethel Lilian Voynich.

## Synopsis
Arthur Burton, un jeune étudiant, fait ses adieux à son professeur préféré, le père Montanelli, qui s'en va à Rome sur les ordres du pape. Arthur se trouve ensuite enrôlé dans les activités de l'organisation révolutionnaire clandestine Giovine Italia. Il envie le chef de l'organisation Giovanni Bolla, il a peur que sa bien-aimée Gemma finisse par le lui préférer. Il confesse ses sentiments au père Cardi, après quoi plusieurs membres de Giovine Italia sont arrêtés par des gendarmes. Au cours d'une promenade dans la cour de la prison, Arthur raconte son entretien avec le prêtre à Bolla, qui lui reproche aussitôt d'être un traître. Libéré, Arthur cherche à s'expliquer avec Gemma, mais la jeune femme lui donne une gifle et s'enfuit. De retour chez lui, Arthur apprend par son oncle Burton que son vrai père est son professeur Montanelli. En proie à une crise d'identité Arthur se sauve de la maison. Avec le temps tout le monde finit par le considérer comme mort.
De nombreuses années plus tard, Arthur, rentre chez lui. Personne ne le reconnait tant il a changé. Il se prend un nouveau nom Felice Rivarez. Sous le pseudonyme de Taon, il rejoint les révolutionnaires menant la lutte armée en Italie contre les occupants autrichiens. Impliqué dans la livraison d’armes il est traqué, attrapé et condamné à la peine de mort. Arthur confesse à Montanelli devenu cardinal, qu'il est son fils. Montanelli lui propose une évasion, mais Arthur refuse. Il sera exécuté à l'aube. Au moment de sa mort Montanelli crie avec horreur qu'il n'y a pas de Dieu.

## Fiche technique
- Titre : Le Taon
- Titre original : Овод, Ovod
- Réalisation : Alexandre Feinzimmer
- Scénario : Evgueni Gabrilovitch
- Photographie : Andreï Moskvine
- Directeur artistique : Evgueni Ieneï (ru)
- Son : Ilia Volk (ru)
- Compositeur : Dmitri Chostakovitch
- Costumier : Bella Manevitch (ru)
- Studio : Lenfilm
- Pays d'origine : URSS
- Format : couleur - Mono - 35 mm
- Genre : film dramatique
- Durée : 96 minutes
- Date de sortie : 1955
- Langue : russe

## Distribution
- Oleg Strizhenov : Arthur Burton / Felice Rivarez
- Marianna Strizhenova (ru) : Gemma
- Nikolaï Simonov : Lorenzo Montanelli
- Vladimir Etouch : Cesare Martini
- Semen Svachenko (ru) : Giordano Markone
- Pavel Ousovnitchenko (ru) : Giuseppe
- Vadim Medvedev (ru) : Giovanni Bolla
- Vladimir Tchestnokov : Dominikino
- Ruben Simonov : père Cardi
- Antoni Khodourski (ru) : Grassini
- Anna Lissianskaïa (ru) : femme de Grassini
- Grigori Spiegel (ru) : James Burton
- Jelena Jungier : Julia Burton
- Boris Dmokhovski (ru) : commandant
- Yakov Malioutine (ru) : colonel
- Efim Kopelian : chef de l'octroi
- Konstantin Adachevski (ru) : général autrichien
- Emmanuil Geller (ru) : indicateur de police
- Gueorgui Milliar : clochard
- Pavel Pankov (ru) : officier
- Boris Iliassov (ru) : gendarme
- Irina Skobtseva : Mrs Burton, la mère d'Arthur